# 125
El año 125 (CXXV) fue un año común comenzado en domingo del calendario juliano, en vigor en aquella fecha.
En el Imperio romano el año fue nombrado el del consulado de Asiático y Ticio, o menos frecuentemente, como el 878 ab urbe condita, siendo su denominación como 125 a principios de la Edad Media, al establecerse el Anno Domini.

## Acontecimientos
- Telesforo sucede a Sixto I como papa.
- Se cree que se crea el Papiro P52, el texto manuscrito más antiguo del Nuevo Testamento, y por ende, el primero que habla de Jesús de Nazaret.

## Nacimientos
- Luciano de Samósata, escritor sirio en lengua griega.
- Claudio Pompeyano, político, y general romano.
- Apuleyo, escritor romano autor de El asno de oro.

## Fallecimientos
- Sixto I, séptimo papa de la Iglesia católica.